# Yves Ellena
Pour les articles homonymes, voir Ellena.
Yves Ellena est un romancier, réalisateur et scénariste français né à Béziers en 1944.
Réalisateur de téléfilms de fiction (Jules et Juju, Un caporal ordinaire) et d'une série policière Disparitions. Son roman Radio Corbeau a été adapté au cinéma par Yves Boisset.

## Œuvre
Romans
- Radio Corbeau, Paris, éd. de l'Instant, 1987, 203 p., coll. L'Instant noir n° 16  (ISBN 2-86929-075-6).
- Prêcheur en eau trouble, Paris, Gallimard, 1988, 249 p., collection Série noire no 2150  (ISBN 2-07-049150-1).

## Filmographie
Comme assistant réalisateur
- 1971 : Dossier prostitution de Jean-Claude Roy
- 1971 : Les Petites Filles modèles de Jean-Claude Roy
- 1971 : La Maffia du plaisir ou Côte d'Azur interdite  de Jean-Claude Roy
- 1972 : Les Désaxées de Michel Lemoine
- 1973 : L'Insolent de Jean-Claude Roy
- 1973 : Jeu de dames (ou Sex Revolution ou L'Institutrice de Christian Lara
- 1973 : Les Confidences érotiques d'un lit trop accueillant de Michel Lemoine
- 1974 : Gross Paris de Gilles Grangier
- 1977 : Les Fougères bleues de Françoise Sagan
- 1978 : Messieurs les ronds-de-cuir (téléfilm) de Daniel Ceccaldi
- 1978 : Médecins de nuit de Philippe Lefebvre et Nicolas Ribowski, (4 épisodes : Anne, Alpha, Jean-François et Hélène
- 1980 : Fantômas (2 épisodes : Le mort qui tue et L'Étreinte du diable de Juan Luis Buñuel)

Comme réalisateur
- 1982 : Jules et Juju
- 1984 : Disparitions, série télévisée

Comme scénariste
- 1991 : Le Dernier Lien, téléfilm de Joyce Buñuel
- 1992 : Prêcheur en eau trouble, téléfilm de Georges Lautner (adapté de son roman Prêcheur en eaux troubles)
- 1992 : Les Eaux dormantes de Jacques Tréfouel
- 1993 : Antoine Rives, juge du terrorisme (2 épisodes : L'affaire Sauer-Krabbe et L'affaire JBN)
- 1993 : Chambre froide, téléfilm de Sylvain Madigan
- 1994 : La Guerre des privés (2 épisodes : Tchao poulet (1994) et Pilote (1992)

Comme acteur
- 1989 : Radio Corbeau d'Yves Boisset : le prêtre